# Superleague Ellada (2015/2016)
Super League 2015/2016 była 80. edycją najwyższej klasy rozgrywkowej piłki nożnej w Grecji.
Brało w niej udział 16 drużyn, które w okresie od 22 sierpnia 2015 do 17 kwietnia 2016 rozegrały 30 kolejek meczów. Sezon zakończyły baraże o europejskie puchary.
Tytuł mistrzowski obronił Olympiakos SFP zdobywając szósty tytuł z rzędu, a czterdziesty trzeci w swojej historii.

## Drużyny
| Uczestnicy poprzedniej edycji | Uczestnicy poprzedniej edycji | Uczestnicy poprzedniej edycji | Uczestnicy poprzedniej edycji |
| --- | ----------------------------- | ----------------------------- | ----------------------------- |
| OLY | Olympiakos SFP                | Pireus                        | 1                             |
| PAO | Panathinaikos AO              | Ateny                         | 2                             |
| AST | Asteras Tripolis              | Tripoli                       | 3                             |
| ATR | PAE Atromitos                 | Ateny                         | 4                             |
| PAS | PAOK FC                       | Saloniki                      | 5                             |
| GIA | PAS Janina                    | Janina                        | 6                             |
| PNT | Panetolikos                   | Agrinio                       | 7                             |
| XAN | Skoda Ksanti                  | Ksanti                        | 8                             |
| PLA | FC Platanias                  | Platanias                     | 9                             |
| KAL | AEL Kallonis                  | Mitylena                      | 10                            |
| PTH | APS Panthrakikos              | Komotini                      | 11                            |
| PNN | Panionios GSS                 | Nea Smirni                    | 12                            |
| VER | PAE Weria                     | Weria                         | 13                            |
| LEV | APO Lewadiakos                | Liwadia                       | 14                            |
| Awans z Football League |                               |                               |                               |
| po barażach |                               |                               |                               |
| AEK | AEK Ateny                     | Ateny                         | 1                             |
| IRA | PAE Iraklis 1908              | Saloniki                      | 2                             |
| Oznaczenia: - kolumna pierwsza – skróty nazw drużyn, - kolumna trzecia – siedziba klubu, - kolumna czwarta – miejsce zajęte w poprzednim sezonie. |                               |                               |                               |

## Tabela
| Lp. | Drużyna          | M  | Z  | R  | P  | B+ | B- | +/– | Pkt | Kwalifikacja lub spadek                       |
| --- | ---------------- | -- | -- | -- | -- | -- | -- | --- | --- | --------------------------------------------- |
| 1   | Olympiakos (M)   | 30 | 28 | 1  | 1  | 81 | 16 | +65 | 85  | Liga Mistrzów UEFA • III runda kwalifikacyjna |
| 2   | Panathinaikos    | 30 | 18 | 4  | 8  | 52 | 26 | +26 | 55  | baraż o europejskie puchary                   |
| 3   | AEK Ateny (P)    | 30 | 17 | 6  | 7  | 43 | 21 | +22 | 54  | baraż o europejskie puchary                   |
| 4   | PAOK             | 30 | 13 | 9  | 8  | 45 | 32 | +13 | 45  | baraż o europejskie puchary                   |
| 5   | Panionios        | 30 | 12 | 8  | 10 | 33 | 27 | +6  | 44  | baraż o europejskie puchary                   |
| 6   | Janina           | 30 | 12 | 6  | 12 | 36 | 40 | −4  | 42  | Liga Europy UEFA • II runda kwalifikacyjna    |
| 7   | Asteras Tripolis | 30 | 11 | 8  | 11 | 31 | 30 | +1  | 41  |                                               |
| 8   | Atromitos        | 30 | 12 | 6  | 12 | 26 | 31 | −5  | 39  |                                               |
| 9   | Platanias        | 30 | 10 | 9  | 11 | 32 | 30 | +2  | 39  |                                               |
| 10  | Levadiakos       | 30 | 9  | 10 | 11 | 27 | 36 | −9  | 37  |                                               |
| 11  | Panetolikos      | 30 | 9  | 8  | 13 | 30 | 46 | −16 | 35  |                                               |
| 12  | Iraklis          | 30 | 8  | 11 | 11 | 24 | 32 | −8  | 35  |                                               |
| 13  | Skoda Xanthi     | 30 | 6  | 15 | 9  | 27 | 32 | −5  | 33  |                                               |
| 14  | Weria            | 30 | 5  | 12 | 13 | 19 | 33 | −14 | 27  |                                               |
| 15  | Panthrakikos (S) | 30 | 3  | 8  | 19 | 18 | 58 | −40 | 17  | spadek do Football League                     |
| 16  | AEL Kallonis (S) | 30 | 3  | 7  | 20 | 19 | 53 | −34 | 16  | spadek do Football League                     |

1. ↑  Panathinaikos został ukarany odjęciem trzech punktów za zachowanie kibiców przed meczem 11. kolejki (21 lis) z Olympiakosem[1][2].
2. ↑  AEK Ateny został ukarany odjęciem trzech punktów za zachowanie kibiców w 21. kolejce (7 lut) w meczu z Atromitos[3][4].
3. ↑  PAOK został ukarany odjęciem trzech punktów za zachowania fanów przeciwko Olympiakos w meczu półfinałowym Pucharu Grecji[5].
4. ↑  Panionios został wykluczony z udziału w europejskich rozgrywkach przez UEFA z powodów finansowych. W rezultacie miejsce w pucharach zajęła szósta w tabeli Janina[6].
5. 1 2  Atromitos został ukarany odjęciem trzech punktów za zachowanie kibiców w 21. kolejce (7 lut) w meczu z AEK Ateny[3][4].
Mecze bezpośrednie, punkty: Atromitos 4, Platanias 1.
6. 1 2  Mecze bezpośrednie, punkty: Panetolikos 4, Iraklis 1.

## Wyniki
| Gospodarz \ Gość | AEK | AST | ATR | IRA | KAL | LEV | OLY | PAO | PNE | PGSS | PNT | PAOK | PAS | PLA | XAN | VER |
| ---------------- | --- | --- | --- | --- | --- | --- | --- | --- | --- | ---- | --- | ---- | --- | --- | --- | --- |
| AEK Athens       |     | 0–1 | 1–0 | 5–1 | 3–0 | 1–2 | 1–0 | 1–0 | 2–0 | 2–0  | 3–0 | 1–0  | 3–1 | 3–0 | 2–1 | 3–0 |
| Asteras Tripolis | 0–0 |     | 1–0 | 1–2 | 3–1 | 2–0 | 1–2 | 0–0 | 0–2 | 2–1  | 4–0 | 2–1  | 0–0 | 1–1 | 1–1 | 2–1 |
| Atromitos        | 1–0 | 2–1 |     | 1–0 | 1–0 | 1–0 | 1–2 | 1–2 | 1–0 | 1–0  | 1–2 | 1–2  | 0–2 | 0–0 | 0–1 | 0–0 |
| Iraklis          | 1–1 | 0–1 | 2–0 |     | 3–0 | 0–1 | 0–2 | 1–0 | 0–0 | 0–1  | 0–0 | 3–3  | 1–0 | 0–0 | 1–1 | 1–1 |
| AEL Kallonis     | 0–0 | 1–1 | 2–4 | 0–1 |     | 0–0 | 0–2 | 0–2 | 5–1 | 1–1  | 2–0 | 1–3  | 0–2 | 2–1 | 2–2 | 0–1 |
| Levadiakos       | 3–0 | 2–1 | 1–1 | 1–1 | 1–0 |     | 0–2 | 0–2 | 2–2 | 0–2  | 1–1 | 0–0  | 1–1 | 0–3 | 1–0 | 1–1 |
| Olympiakos       | 4–0 | 3–1 | 4–0 | 2–0 | 5–0 | 3–1 |     | 3–1 | 1–0 | 3–0  | 4–0 | 1–0  | 5–1 | 3–1 | 1–0 | 3–0 |
| Panathinaikos    | 0–0 | 2–0 | 2–0 | 4–0 | 4–0 | 3–0 | 0–3 |     | 4–2 | 0–0  | 6–1 | 2–2  | 3–1 | 1–0 | 0–1 | 3–2 |
| Panetolikos      | 1–0 | 2–1 | 1–1 | 2–0 | 1–0 | 2–0 | 2–5 | 1–2 |     | 1–5  | 1–0 | 0–3  | 2–1 | 1–2 | 2–2 | 1–1 |
| Panionios        | 1–1 | 0–0 | 0–1 | 1–0 | 2–0 | 0–2 | 1–3 | 1–0 | 2–0 |      | 1–1 | 3–1  | 2–0 | 2–1 | 3–0 | 0–1 |
| Panthrakikos     | 1–2 | 0–2 | 0–1 | 0–3 | 0–0 | 1–3 | 3–4 | 1–0 | 0–0 | 0–1  |     | 2–1  | 2–4 | 0–2 | 0–0 | 0–2 |
| PAOK             | 2–1 | 2–0 | 1–1 | 0–1 | 3–0 | 2–0 | 0–2 | 3–1 | 0–0 | 2–1  | 3–3 |      | 3–1 | 1–0 | 0–0 | 2–1 |
| Janina           | 0–2 | 1–2 | 1–0 | 2–2 | 2–1 | 0–1 | 0–3 | 0–3 | 2–0 | 1–1  | 2–0 | 3–1  |     | 2–0 | 1–1 | 2–0 |
| Platanias        | 0–3 | 2–0 | 1–2 | 0–0 | 2–1 | 2–1 | 1–1 | 2–3 | 1–1 | 0–0  | 4–0 | 0–0  | 0–1 |     | 3–1 | 0–0 |
| Skoda Xanthi     | 0–0 | 0–0 | 2–2 | 2–0 | 0–0 | 2–2 | 1–3 | 0–1 | 3–1 | 2–0  | 1–0 | 1–1  | 0–1 | 0–2 |     | 1–1 |
| Weria            | 1–2 | 1–0 | 0–1 | 0–0 | 2–0 | 0–0 | 0–2 | 0–1 | 0–1 | 1–1  | 0–0 | 0–3  | 1–1 | 0–1 | 1–1 |     |

1. ↑  Mecz 11. kolejki (21 lis) między Panathinaikos a Olympiakos został zweryfikowany jako walkower 3-0 dla Olympiakosu[11].

## Baraż o Ligę Europy
Baraż o miejsca w rozgrywkach międzynarodowych odbył się w formie mini turnieju w systemie „każdy z każdym” (2 mecze z daną drużyną: u siebie i na wyjeździe). Jej uczestnicy otrzymali na starcie punkty bonusowe na podstawie swojego dorobku punktowego w sezonie zasadniczym. Każdemu zespołowi odjęto liczbę punktów zdobytych przez zespół, który zajął piąte miejsce, od własnej liczby punktów. Wynik został następnie podzielony przez pięć i zaokrąglony do najbliższej liczby całkowitej.
| Lp. | Drużyna       | M | Z | R | P | B+ | B- | +/– | BP | Pkt | Kwalifikacja                                  |  | PAOK | PAO | AEK | PGSS |
| --- | ------------- | - | - | - | - | -- | -- | --- | -- | --- | --------------------------------------------- |  | ---- | --- | --- | ---- |
| 2   | PAOK          | 6 | 3 | 3 | 0 | 8  | 3  | +5  | 0  | 12  | Liga Mistrzów UEFA • III runda kwalifikacyjna |  |      | 1–1 | 2–1 | 2–0  |
| 3   | Panathinaikos | 6 | 2 | 3 | 1 | 8  | 6  | +2  | 2  | 11  | Liga Europy UEFA • III runda kwalifikacyjna   |  | 1–1  |     | 3–0 | 1–0  |
| 4   | AEK Ateny     | 6 | 2 | 1 | 3 | 5  | 7  | −2  | 2  | 9   | Liga Europy UEFA • III runda kwalifikacyjna   |  | 0–0  | 3–1 |     | 1–0  |
| 5   | Panionios     | 6 | 1 | 1 | 4 | 2  | 7  | −5  | 0  | 4   | [ i ]                                         |  | 0–2  | 1–1 | 1–0 |      |

1. ↑  Panionios został wykluczony z udziału w europejskich rozgrywkach przez UEFA z powodów finansowych. W rezultacie miejsce w pucharach zajęła szósta w tabeli  Janina[6].

## Najlepsi strzelcy
| Bramki | Strzelcy             | Drużyna          |
| ------ | -------------------- | ---------------- |
| 18     | Kostas Fortunis      | Olympiakos       |
| 15     | Marcus Berg          | Panathinaikos    |
| 13     | Apostolos Giannou    | Asteras Tripolis |
| 11     | Stefanos Atanasiadis | PAOK             |
| 11     | Anastasios Bakasetas | Panionios        |
| 11     | Apostolos Welios     | Iraklis          |
| 11     | Ewangelos Mandzios   | Levadiakos       |
| 10     | Brown Ideye          | Olympiakos       |
| 10     | Michalis Manias      | Janina           |

Źródło: 

## Stadiony
| AEK Ateny          |
| ------------------ |
| Stadion Olimpijski |
| Pojemność: 69 618  |
|                    |

| Asteras Tripolis                    |
| ----------------------------------- |
| Stadion im. Teodorosa Kolokotronisa |
| Pojemność: 7 493                    |
|                                     |

| Atromitos         |
| ----------------- |
| Stadion Peristeri |
| Pojemność: 8 969  |
|                   |

| Iraklis              |
| -------------------- |
| Stadion Kaftanzoglio |
| Pojemność: 27 770    |
|                      |

| AEL Kallonis     |
| ---------------- |
| Stadion Miejski  |
| Pojemność: 3 300 |
|                  |

| Levadiakos       |
| ---------------- |
| Stadion Levadia  |
| Pojemność: 8 000 |
|                  |

| Olympiakos                        |
| --------------------------------- |
| Stadion im. Jeorjosa Karaiskakisa |
| Pojemność: 32 115                 |
|                                   |

| Panathinaikos                      |
| ---------------------------------- |
| Stadion im. Apostolosa Nikolaidisa |
| Pojemność: 16 003                  |
|                                    |

| Panetolikos         |
| ------------------- |
| Stadion Panetolikos |
| Pojemność: 6 000    |
|                     |

| Panionios          |
| ------------------ |
| Stadion Nea Smirni |
| Pojemność: 11 115  |
|                    |

| Panthrakikos     |
| ---------------- |
| Stadion Miejski  |
| Pojemność: 6 700 |
|                  |

| PAOK              |
| ----------------- |
| Stadion Tumba     |
| Pojemność: 28 703 |
|                   |

| Janina            |
| ----------------- |
| Stadion Zosimades |
| Pojemność: 7 652  |
|                   |

| Platanias        |
| ---------------- |
| Stadion Miejski  |
| Pojemność: 3 700 |
|                  |

| Skoda Ksanti     |
| ---------------- |
| Xanthi FC Arena  |
| Pojemność: 7 244 |
|                  |

| Weria            |
| ---------------- |
| Stadion Miejski  |
| Pojemność: 6 350 |
|                  |

Źródło: 